# Kaoru Mori
Kaoru Mori (森 薫, Mori Kaoru, Tokio, 18 september 1978) is een Japans mangaka. Ze is de auteur van Emma, Otoyomegatari en Shirley. Het merendeel van haar werk draait rond vrouwelijke personages in de 19de eeuw, bijvoorbeeld een dienstmeid in het victoriaans tijdperk of een bruid in het Turkse Centraal-Azië. Ze tekent ook dojinshi onder het pseudoniem Fumio Agata (県 文緒). Ze is lid van de dojinshicirkel Lady Maid.
Mori is bekend om haar bijzonder gedetailleerde tekenstijl. Vooral kleding, historische nuances en achtergronden worden met veel aandacht weergegeven. Haar boeken worden buiten Japan vaak uitgegeven in grote uitgaves met een dikke kaft om zo de extreme hoeveelheid aan details op elke pagina goed weer te geven. Gelijkaardig aan auteurs als Hiromu Arakawa stelt Mori zichzelf voor met onflatterende zelfportretten. Dit is gewoonlijk een silhouette van haar lichaam met een hoofd met wilde haren. Ze is zeer terughoudend wanneer het op publieke evenementen en interviews aankomt.
Mori's eerste gepubliceerde werk, Shirley, kreeg een vervolg in het magazine Fellows! (veranderde later van naam naar Harta) onder de titel Shirley Madison. In ditzelfde magazine wordt de reeks Otoyomegatari uitgegeven.

## Oeuvre

### Eigen werk
- Emma (エマ, Ema) – 10 volumes in totaal
- Shirley (シャーリー, Shārī) – ISBN 4-7577-1313-4, oorspronkelijke publicatie in februari 2003, heruitgave in 2010.
- A Bride's Story (乙嫁語り, Otoyomegatari) – wordt uitgegeven in Enterbrain's tweemaandelijks manga magazine Harta sinds oktober 2008.

### Samenwerkingen
- Violet Blossoms (すみれの花, Sumire no Hana) – tekeningen; verhaal van Satoshi Fukushima.

## Prijzen
- Excellence Prijs – 2005 Japan Media Arts Festival voor Emma[3]
- 7de Jaarlijkse Manga Taisho Prijs – 2014 Manga Taisho voor Otoyomegatari[4]